# 陈森森
陈森森（1996年5月10日—），浙江永嘉人，中国男子赛艇运动员。他曾代表中国参加世界赛艇锦标赛，获得一枚金牌。他也曾在2018年亚洲运动会上获得一枚银牌。